# Mullah Yaqoob

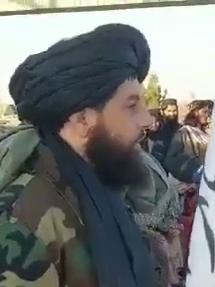
Mullah Yaqoob (2022)

Mullah Mohammad Yaqoob oder Mullah Jakub (paschtunisch und persisch ملا محمد يعقوب; * 1990) ist der älteste Sohn unter den fünf Kindern von Mullah Mohammed Omars, des afghanischen Mudschahid, Kommandeurs und Gründers der Taliban und ehemaligen Emir des islamischen Emirats von Afghanistan.

## Leben
Mullah Yaqoob ist ein ethnischer Paschtune des Hotak-Stammes, der Teil des größeren Ghilzai-Zweig ist. Als sein Vater im April 2013 starb und Gerüchte aufkamen, dass er von dem Konkurrenten Akhtar Mansur ermordet worden war, bestritt Yaqoob, dass sein Vater getötet worden sei und bestand darauf, dass er eines natürlichen Todes gestorben sei. Aber Mullah Yaqoob weigerte sich dennoch, die Führung des Taliban-Chefs Mullah Akhtar Mansur zu unterstützen, als dieser am 29. Juli 2015 zum Führer der Taliban-Organisation gewählt wurde. Er war nicht bereit, in der Gruppe eine Spitzenposition einzunehmen.
Im Jahr 2016 wurde Mullah Yaqoob von den Taliban beauftragt, für die Militärkommission in 15 der 34 Provinzen Afghanistans verantwortlich zu sein. Die Militärkommission unter der Leitung von Mullah Ibrahim Sadr ist verantwortlich für die Überwachung aller militärischen Angelegenheiten der Taliban. Darüber hinaus wurde Mullah Yaqoob in den höchsten Entscheidungsrat der Taliban, der Rehbari Shura, aufgenommen.
Nach dem Tod von Mullah Akhtar Mansur am 21. Mai 2016, wurde dieser durch Mullah Haibatullah Achundsada als neuer Taliban-Führer ersetzt. Siradschuddin Haqqani übernahm das Mandat als Abgeordneter von Akhtar Mansur sowie behielt dabei zugleich seine bisherige Stellung als Anführer des Haqqani-Netzwerks und seine Position als stellvertretender Führer der Taliban nach Haibatullah Achundsada, während Mullah Yaqoob zum zweiten Stellvertreter des neuen Taliban-Chefs ernannt wurde.